# Lista de representantes permanentes do Canadá nas Nações Unidas
Esta é uma lista de representantes permanentes do Canadá, ou outros chefes de missão, junto da Organização das Nações Unidas em Nova Iorque.
O Canadá foi um dos Estados fundadores das Nações Unidas e é membro desde 9 de novembro de 1945.
| Início | Término | Representante permanente (Chefe de missão) | Cargo                    | Credenciais |
| ------ | ------- | ------------------------------------------ | ------------------------ | ----------- |
| 1948   | 1949    | Andrew McNaughton                          | Representante permanente |             |
| 1950   | 1950    | John Wendell Holmes                        | Representante permanente |             |
| 1950   | 1951    | Robert Gerald Riddell                      | Representante permanente |             |
| 1951   | 1955    | David Moffat Johnson                       | Representante permanente |             |
| 1955   | 1957    | Robert Alexander Mackay                    | Representante permanente |             |
| 1958   | 1962    | Charles Ritchie                            | Representante permanente |             |
| 1962   | 1966    | Pierre Tremblay                            | Representante permanente |             |
| 1966   | 1969    | George Ignatieff                           | Representante permanente |             |
| 1969   | 1972    | Yvon Beaulne                               | Representante permanente |             |
| 1972   | 1976    | Saul Rae                                   | Representante permanente |             |
| 1976   | 1980    | William Hickson Barton                     | Representante permanente |             |
| 1980   | 1981    | Michel Dupuy                               | Representante permanente |             |
| 1981   | 1984    | Gérard Pelletier                           | Representante permanente |             |
| 1984   | 1988    | Stephen Lewis                              | Representante permanente |             |
| 1988   | 1991    | L. Yves Fortier                            | Representante permanente |             |
| 1992   | 1994    | Louise Fréchette                           | Representante permanente |             |
| 1995   | 2000    | Robert Fowler                              | Representante permanente |             |
| 2000   | 2004    | Paul Heinbecker                            | Representante permanente | 2000-08-23  |
| 2004   | 2006    | Allan Rock                                 | Representante permanente | 2004-02-17  |
| 2006   | 2011    | John McNee                                 | Representante permanente | 2006-07-31  |
| 2011   | 2016    | Guillermo Rishchynski                      | Representante permanente | 2011-09-14  |
| 2016   | atual   | Marc-André Blanchard                       | Representante permanente | 2016-04-12  |